# مايكل يونغ (كرة سلة)
مايكل يونغ (بالإنجليزية: Michael Young)‏ مواليد 2 يناير 1961 في هيوستن، هو مدرب كرة سلة أمريكي ولاعب معتزل. بدأ مسيرته الاحترافية في سنة 1984. تم اختياره من قبل فريق بوسطن سيلتكس خلال الدرافت. يبلغ طوله 6 قدم 7 بوصة (2.0 م). اعتزل اللعب في 1996.

## المسيرة الاحترافية
لعب مع فينيكس صنز في سنة 1984، ثم لعب مع فيلادلفيا سفنتي سيكسرز في سنة 1986، ثم لعب مع نادي بلد الوليد لكرة السلة في الدوري الإسباني من سنة 1987 إلى 1989، ثم لعب مع أماتوري أوديني في سنة 1989، ثم لعب مع لوس أنجلوس كليبرز في موسم 1989–1990، ثم لعب مع فيولا ريدجو كالابريا في الدوري الإيطالي من سنة 1990 إلى 1992.

## روابط خارجية
- مايكل يونغ على موقع إن بي أي (الإنجليزية)
- مايكل يونغ على موقع سبورتس رفرنس (الإنجليزية)
- مايكل يونغ على موقع الدوري الإسباني لكرة السلة (الإسبانية)
- مايكل يونغ على موقع كرة السلة الأوروبية.كوم (الإنجليزية)
- مايكل يونغ على موقع كلية كرة السلة في سبورتس رفرنس.كوم (الإنجليزية)
- مايكل يونغ على موقع ريلجم (الإنجليزية)
- مايكل يونغ على موقع بروبوليرز (الإنجليزية)
- مايكل يونغ على موقع سبورتس رفرنس (الإنجليزية)